# ミレニアム航空
Simplifly（シンプリフライ）を運行するミレミアム航空（英語：Millennium Airlines）は、 スリランカのコロンボを拠点とするチャーター航空会社で、ヘリコプター、固定翼機、および水上飛行機を運航している。 

## 歴史
ミレニアム航空は2004年7月、 インドのデカン航空とスリランカのフェイバリットグループの提携によりデカン航空ランカとして創業した。2007年の初期からビーチクラフト1900を使用してチャーター便の運行を開始した。 
ミレニアム航空（旧デカン航空ランカ）はコロンボを中心とする観光産業に対して航空タクシーサービスを提供している。2008年1月からは救急ヘリ事業を開始した。2011年5月には、8人乗りジップスエアロ GA8、2012年12月にはセスナ206を導入している。 
現在はデカン・チャーターズとして知られているインドのデカン航空は2011年11月にデカン航空ランカから撤退し、シンガポールに拠点を置くミレニアム航空にデカン航空ランカを売却した。その結果、2013年からは「シンプリファイ」と言う商号を使用している。 

## 運用機材
| 形式                        | 機体記号 | 運行中 | 発注 | コンフィグ | コンフィグ | コンフィグ |
| 形式                        | 機体記号 | 運行中 | 発注 | J          | Y          | 合計       |
| --------------------------- | -------- | ------ | ---- | ---------- | ---------- | ---------- |
| ベル206B ジェットレンジャー | 4R-DLK   | 1      | 0    | 0          | 4          | 4          |
| ロビンソン R66              | 4R-MAL   | 1      | 0    | 0          | 4          | 4          |
| ベル230                     |          | 0      | 1    | 0          | 6          | 6          |
| ジップスランド GA8          | 4R-DLZ   | 1      | 0    | 0          | 6          | 6          |
| セスナ T206H                | 4R-HDA   | 1      | 0    | 0          | 4          | 4          |
| 合計                        | 合計     | 4      | 1    |            |            |            |

### 退役した機材
| 航空機                   | 導入年 | 退役年 |
| ------------------------ | ------ | ------ |
| ビーチクラフト1900       | 2005年 | 2006年 |
| ホーカー・ビーチクラフト | 2005年 | 2007年 |